# Viscount Furness
Viscount Furness, of Grantley in the West Riding of the County of York, war ein erblicher britischer Adelstitel in der Peerage of the United Kingdom.

## Verleihung, nachgeordnete Titel und Erlöschen
Der Titel wurde am 16. Januar 1918 für den Reeder Marmaduke Furness, 2. Baron Furness, geschaffen. Bereits 1912 hatte er von seinem Vater den fortan nachgeordneten Titel 2. Baron Furness, of Grantley in the West Riding of the County of York, geerbt, der diesem am 19. Juli 1910 verliehen worden war.
Beide Titel erloschen schließlich beim Tod seines Enkels, des 2. Viscounts, am 1. Mai 1995.

## Liste der Barons und Viscounts Furness

### Barons Furness (1910)
- Christopher Furness, 1. Baron Furness (1852–1912)
- Marmaduke Furness, 2. Baron Furness (1883–1940) (1918 zum Viscount Furness erhoben)

### Viscounts Furness (1918)
- Marmaduke Furness, 1. Viscount Furness (1883–1940)
- William Furness, 2. Viscount Furness (1929–1995)